# Dickinsonia
La dickinsonia (gen. Dickinsonia) è un misterioso organismo fossile, caratteristico della fauna di Ediacara. I suoi resti sono stati rinvenuti esclusivamente in terreni dell'Ediacarano (circa 550 milioni di anni fa), principalmente in Australia. La sua problematica classificazione, dovuta soprattutto alle caratteristiche enigmatiche e spesso contraddittorie dei fossili, ha portato i biologi a definirla il "Sacro Graal della paleontologia".
Uno studio pubblicato nel settembre 2018 ha trovato delle tracce di colesterolo negli esemplari fossili studiati e questa scoperta, se confermata, farebbe della Dickinsonia uno dei primi animali presenti sulla Terra (circa 600 milioni di anni fa). Tuttavia, le molti voci contrarie tra gli scienziati tengono il dibattito ancora aperto e alcuni suggeriscono che possa essere un rappresentante di un regno estinto, privo di affinità con qualunque organismo vivente.

## Morfologia

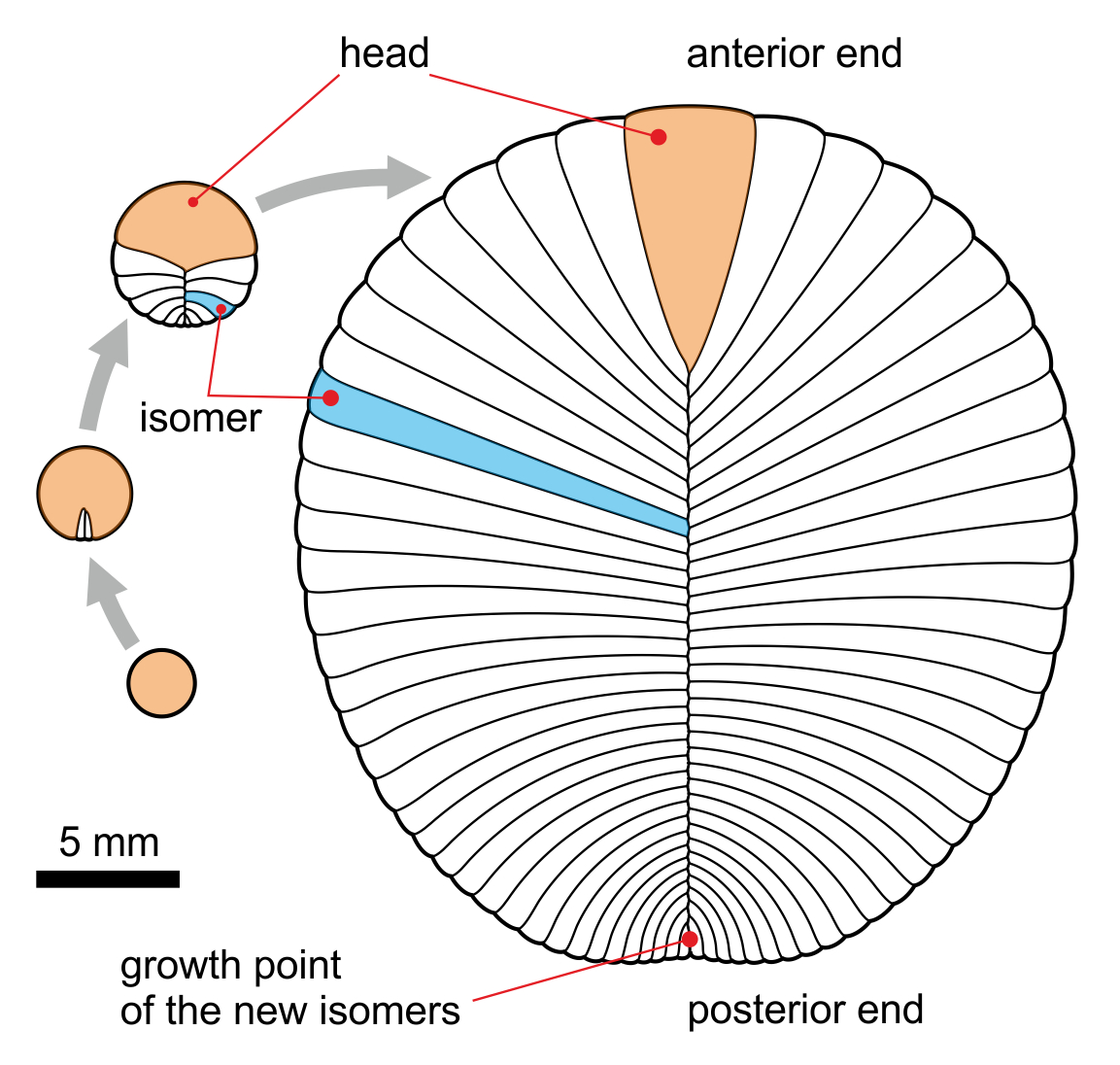
Ipotesi più diffusa per l'ontogenesi di Dickinsonia

I fossili di Dickinsonia sono di dimensioni variabili: da minuscoli (4 millimetri di lunghezza) a giganteschi (un metro e quaranta). In base ai resti fossili di parte e controparte, sembra che Dickinsonia avesse uno spessore di circa tre millimetri, e che i segmenti fossero più prominenti nella superficie superiore del corpo. I fossili consistono in una serie di segmenti vagamente simili a costole, che emergono da una fossa centrale (o forse una cresta). Queste costole sembrerebbero essere separate da una membrana e sono organizzate per dare luogo a un'apparente simmetria a scorrimento, inoltre sono più spesse a un capo dell'animale. L'organizzazione di tali segmenti è un tema aspramente dibattuto, soprattutto da chi vuole classificare Dickinsonia tra i metazoi, poiché la dimostrazione di una simmetria bilaterale sarebbe una delle prove a supporto di questa tesi. Vi sono studi che propongono la tesi della simmetria di scorrimento, altri la simmetria bilaterale e altri ancora la simmetria rotazionale, a dimostrazione che lo studio del dato grezzo non è mai imparziale ma sempre parte di una prospettiva interpretativa dei fossili, la cui conservazione è spesso ambigua e lascia molto spazio alla speculazione. In genere, gli scienziati che interpretano Dickinsonia come un animale leggono nei fossili una simmetria bilaterale, a volte apparentemente di scorrimento a causa di distorsioni torsionali dell'esemplare, mentre quelli che la interpretano come un non-animale (a prescindere dall'ipotesi) tendono a vedere in Dickinsonia una pura simmetria di scorrimento. Bisogna sottolineare, comunque, che la simmetria di scorrimento è una caratteristica molto ricorrente della fauna di Ediacara, presente in modo incontrovertibile in svariati generi, per esempio Charnia, Yorgia, Paravendia e Vendia.
I segmenti di Dickinsonia sono stati descritti come "pneus", ovvero camere riempite di liquido a una pressione più alta di quella dell'ambiente circostante, che davano luogo a una struttura simile a una trapunta. I singoli segmenti sembrerebbero aperti alle loro estremità, oppure terminanti con strutture molli simili a tentacoli celenterati che non si sono conservate, se non come impronta nel sedimento in alcuni esemplari (a meno di differenti interpretazioni di tali impronte).
Non è chiara quale fosse la "testa" e quale la "coda" dell'animale, né quale fosse la sua ontogenesi. Sebbene alcuni abbiano proposto una crescita radiale dei metameri, l'opinione più condivisa è che Dickinsonia crescesse per addizione successiva di metameri da una delle due regioni deltoidi, terminale o pre-terminale. È significativo notare che la maggior parte della letteratura novecentesca concluda per un modello di crescita dalla regione pre-terminale, mentre altri studi propendano per un modello di crescita dalla regione terminale. Due importanti studi del 2017, per esempio, arrivano in maniera indipendente alle due conclusioni opposte.
Altri studi hanno approfondito le possibili tracce di fibre muscolari e organi interni ai fossili di Dickinsonia, anche in questo caso con profonde divisioni tra gli scienziati. Le ipotesi sugli organi interni si basano esclusivamente su sottilissime tracce su alcuni fossili, interpretate come un sistema digerente-distributivo con cieco metamerico e gonadi. Scienziati più scettici leggono queste tracce come artefatti dovuti a rughe da contrazione, notando soprattutto che i fossili di Dickinsonia sono del tutto privi di "indicazioni accettabili per la presenza di occhi, bocca, ano, intestino, parapodi o superfici dorsali e ventrali morfologicamente distinte", che sono poi le motivazioni più ricorrenti tra chi rifiuta di classificare Dickinsonia come un animale. Gli studiosi sottolineano che "sebbene un solco possa in seguito essere interpretato come un tratto intestinale o un canale meridionale, è necessario chiaramente fornire ragioni per cui non viene interpretato come qualcos'altro, ad esempio un fascio vascolare simile a una pianta o una ruga. [...] Molte delle curiose caratteristiche morfologiche di Dickinsonia possono essere spiegate più semplicemente da un corpo idrostatico che ha mantenuto un'elevata pressione di turgore interno durante la vita e che poi ha subito una successiva perdita di pressione di turgore dopo la morte".

## Specie
Si conoscono cinque specie di Dickinsonia: D. costata, D. lissa, D. tenuis, D. rex e D. menneri, differenti l'una dall'altra soprattutto per la morfologia dei segmenti e dell'asse centrale.
D. costata è caratterizzata da un solco stretto, da una forma del corpo ovale e da ampi segmenti, mentre D. tenuis possedeva segmenti stretti, un corpo allungato e un ampio solco. D. rex era la forma più grande, e possedeva segmenti molto più sottili rispetto a D. costata. D. lissa era estremamente allungata (quasi a forma di nastro), mentre D. menneri differiva da tutte le altre specie a causa della fusione di alcuni segmenti di un'estremità, che andavano a formare una sorta di "testa".

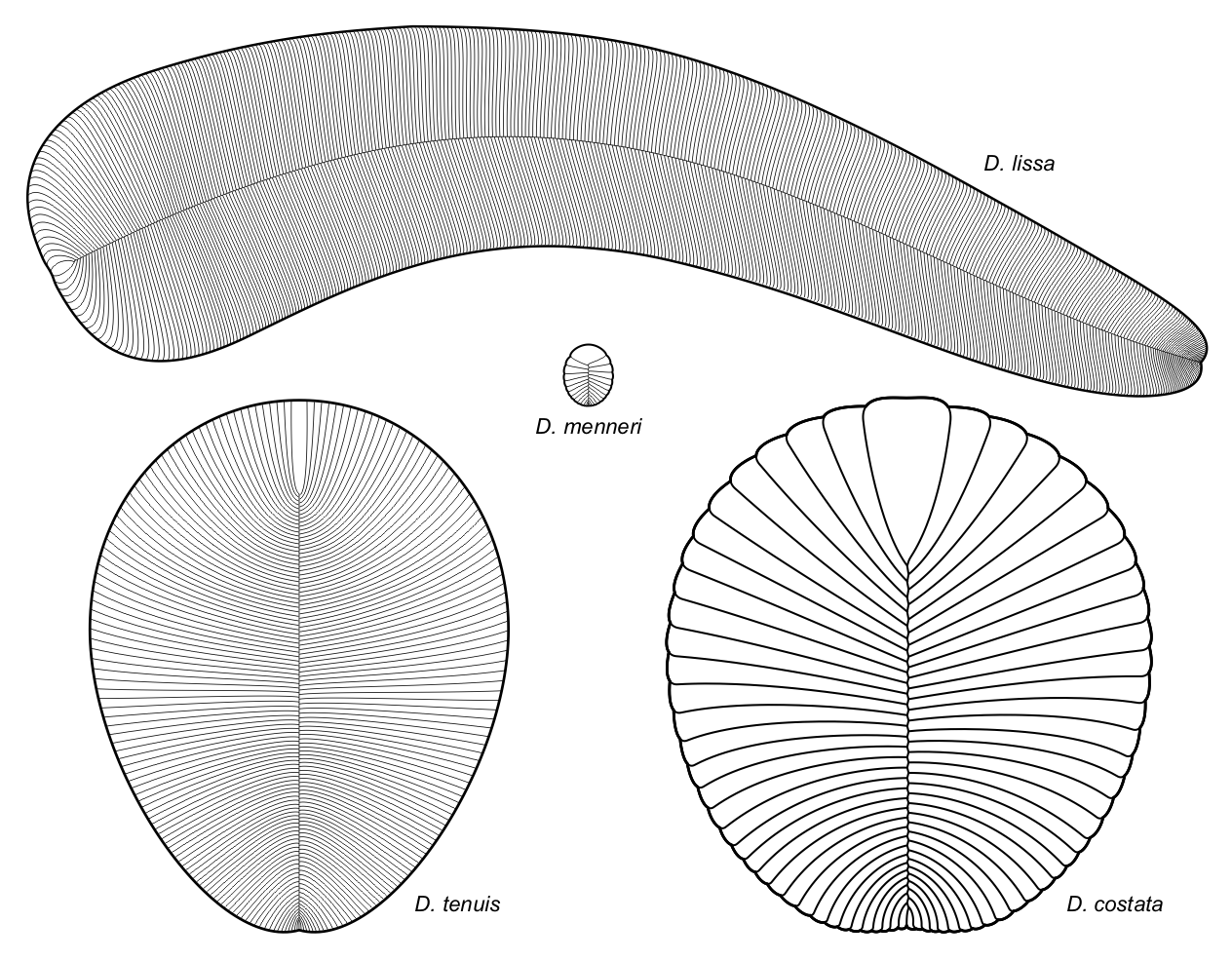
Varie specie di Dickinsonia
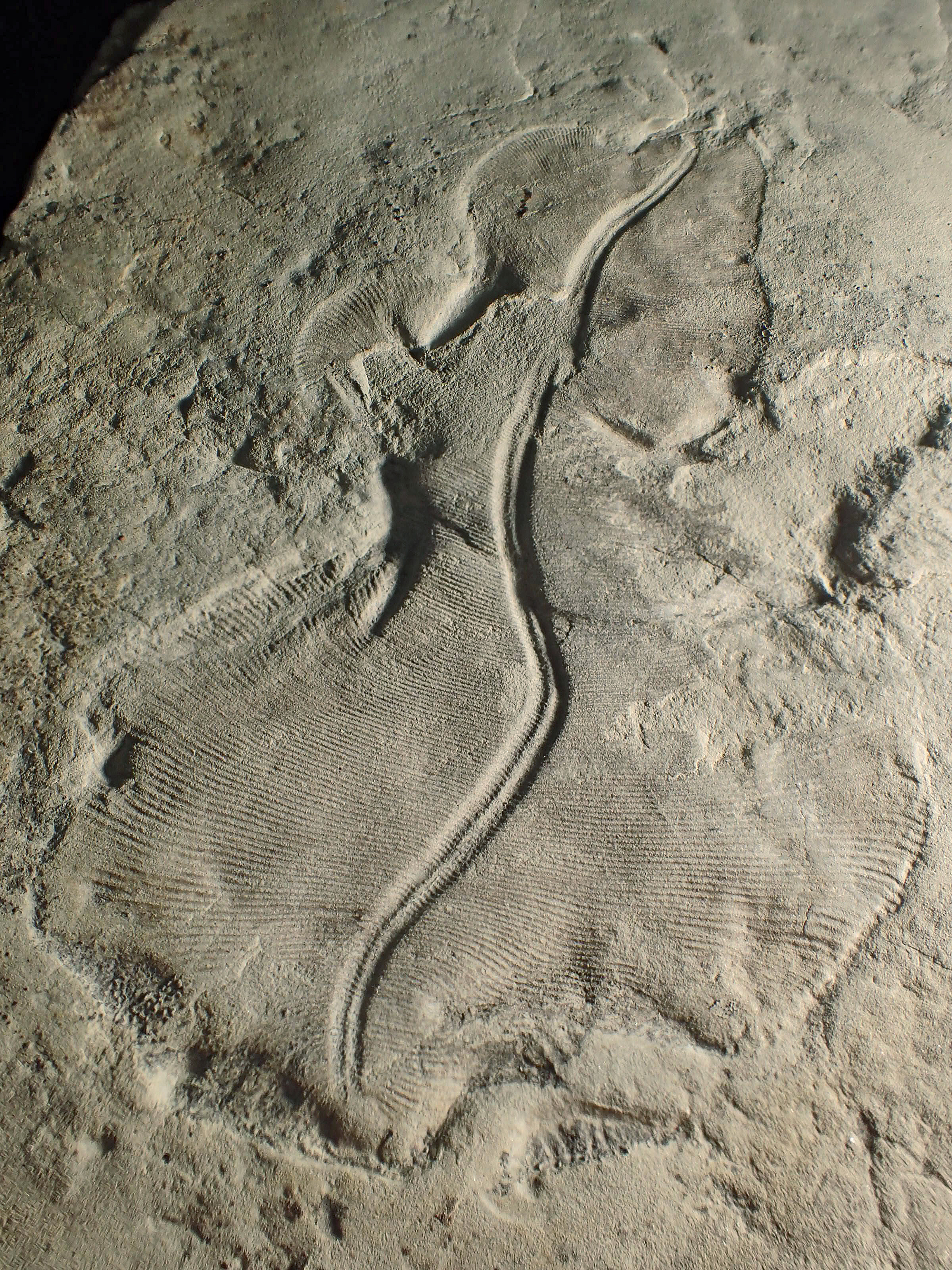
Dickinsonia lissa
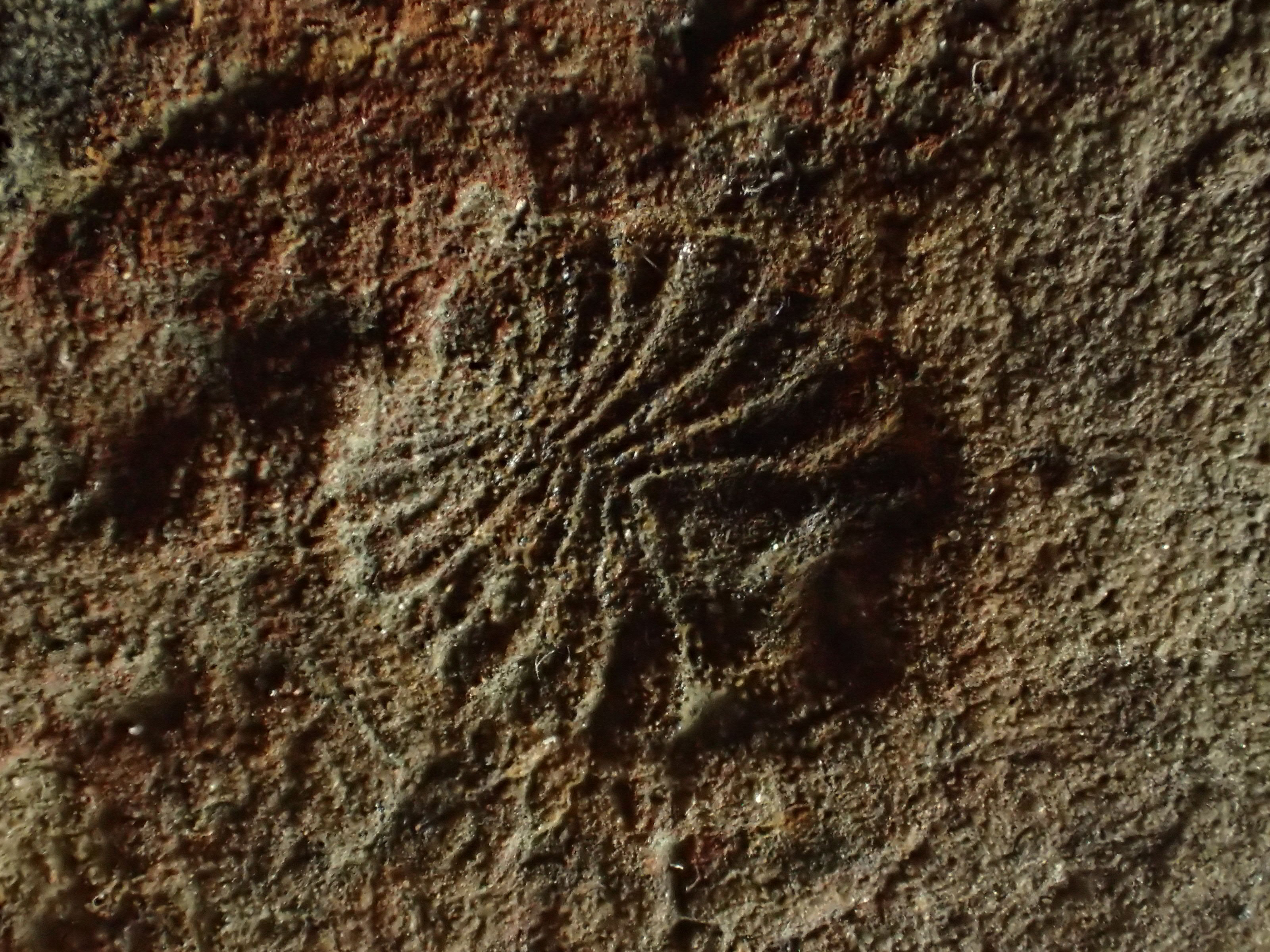
Dickinsonia menneri
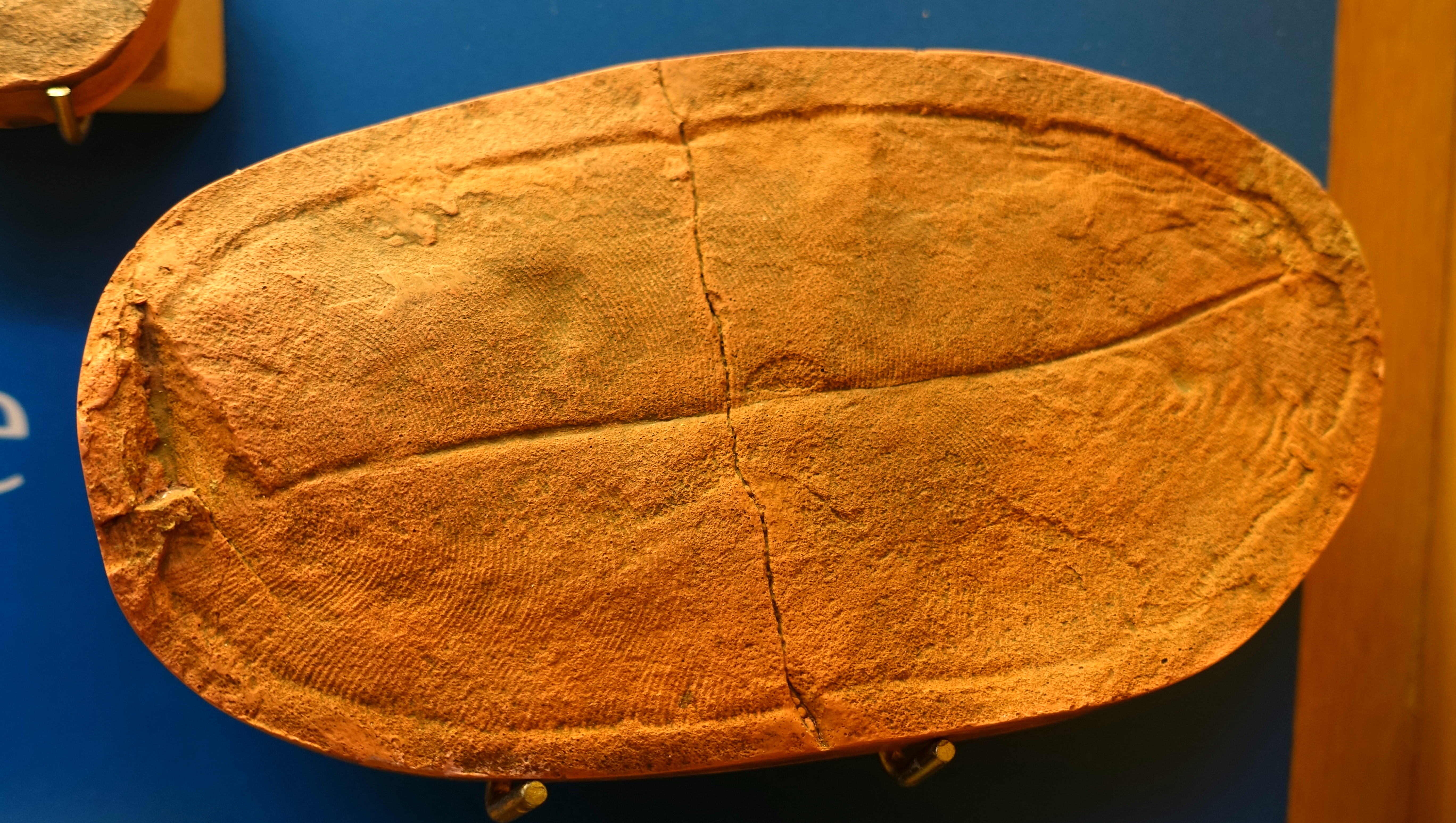
Dickinsonia tenuis

## Distribuzione fossile
Fossili di dickinsonia sono stati rinvenuti principalmente in Australia, nelle Flinders Ranges, ma anche in India, in Ucraina e in Russia. L'orizzonte geologico a cui appartengono i fossili si attesta tra i 560 e i 541 milioni di anni fa.

## Paleobiologia

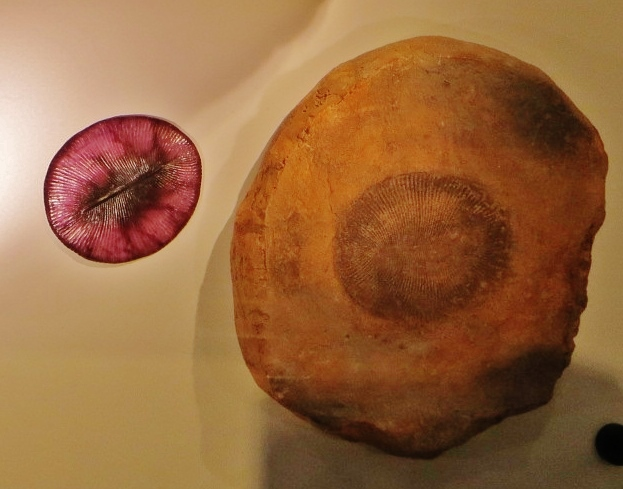
Fossile di Dickinsonia costata con accanto una possibile ricostruzione.

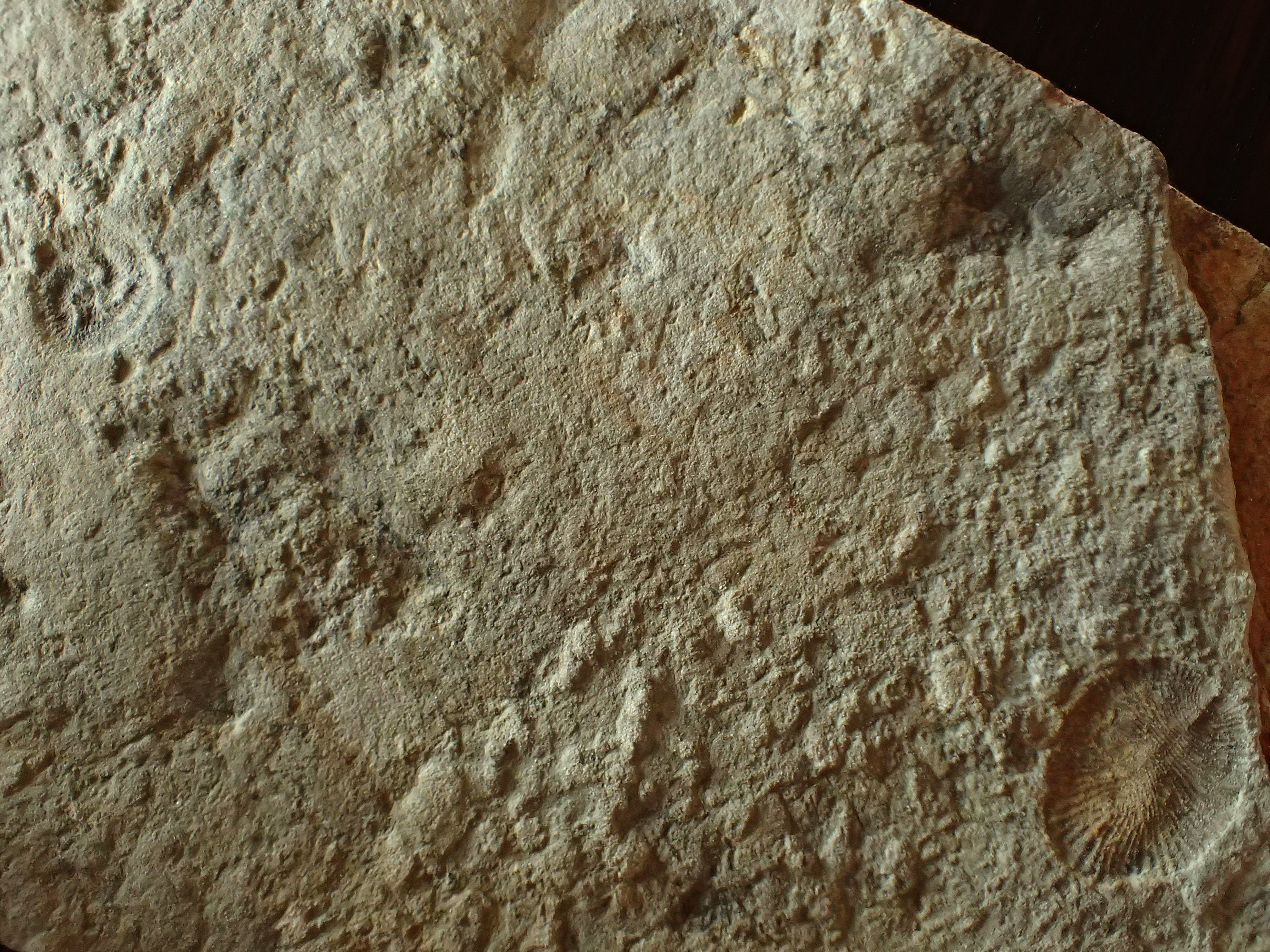
Lastra ediacarana con fossili di Tribrachidium e Dickinsonia.

Secondo Retallack (2007) Dickinsonia trascorreva la maggior parte, se non tutta, la sua vita con la maggior parte del corpo saldamente ancorata al sedimento, sebbene potesse spostarsi da un luogo di riposo a un altro. La modalità di ancoraggio potrebbe essere stata una concrezione simile a un'ostrica, un radicamento simile a un lichene con rizine o un attaccamento simile a un fungo a una rete sotterranea di ife. Gehling (2005) osserva che esemplari smembrati di Dickinsonia mostrano un'ampia distruzione del sedimento, che risulta così essere apparentemente attaccato al fossile. Lo scienziato osserva inoltre un campione in cui una crepa del fango attraverso una Dickinsonia ha separato due metà non deformate di 2 – 9 mm (esemplare P41164 del South Australian Museum).
Dickinsonia mostra una crescita isometrica e indeterminata, ossia la sua costruzione anatomica le offriva il potenziale di continuare a crescere in maniera indeterminata per addizione progressiva di isomeri, almeno fino a quando non si copriva di sedimenti o moriva in altro modo. Gli organismi fossili sono conservati in modo tale che le loro parti resistenti dovevano essere costituite da un robusto biopolimero come la chitina, piuttosto che un minerale fragile come la calcite. Alcuni esemplari sono parzialmente ripiegati su sé stessi, o in corrispondenza di increspature del sedimento di copertura, il che suggerisce inoltre che Dickinsonia vivesse in fondali a bassa o bassissima profondità. Le correnti dedotte dai segni di increspatura sovrastanti avrebbero dovuto trascinarli se non fossero stati ancorati (Schopf e Baumiller 1998). Tuttavia, non si conoscono esemplari di Dickinsonia capovolti o piegati a metà.
Molti fossili di Dickinsonia sono circondati da aloni circolari, una sorta di ombra fantasma del corpo stesso dell'organismo, che mostra di essersi ritirato o comunque di aver lasciato un'ulteriore traccia perimetrale di sé tutt'attorno. Un ritiro post-mortem dell'organismo è facilmente teorizzabile, ma questa interpretazione è stata messa in dubbio poiché gli aloni sono privi dei solchi che gli isomeri di Dickinsonia avrebbero dovuto imprimere durante il ritiro. Anche questi aloni sono stati quindi oggetto di varie speculazioni, spesso di nuovo in funzione della possibilità di classificare Dickinsonia da qualche parte tra i regni conosciuti. Gli aloni marginali filamentosi sono stati interpretati come tentacoli di medusa (Sprigg 1947, Harrington-Moore 1956), o come un piede morbido e flessibile che si estende da sotto un carapace chitinoso dorsale (Fedonkin 2002). Nell'interpretazione xenofofora sostenuta da Seilacher (2005) potrebbero essere pseudopodi. Ancora un'altra interpretazione dell'alone, presupponendo Dickinsonia un lichene, è una base rizinosa per un futuro incremento di crescita (Retallack 1994), ipotesi che sarebbe suggerita dalla presenza dell'alone come bordo di reazione in un campione con due fossili a stretto contatto, che è anche la coppia conosciuta più vicina di esemplari di Dickinsonia. Un tale bordo non solo sarebbe stato una difesa avanzata allelopatica, ma avrebbe consentito la riparazione di campioni gravemente danneggiati.
È stato osservato che esemplari adiacenti di Dickinsonia si deformano, come per evitare di entrare nello spazio vitale del vicino, suggerendo di essere in competizione tra loro. Non sono stati trovati fossili di corpi sovrapposti.

## Classificazione

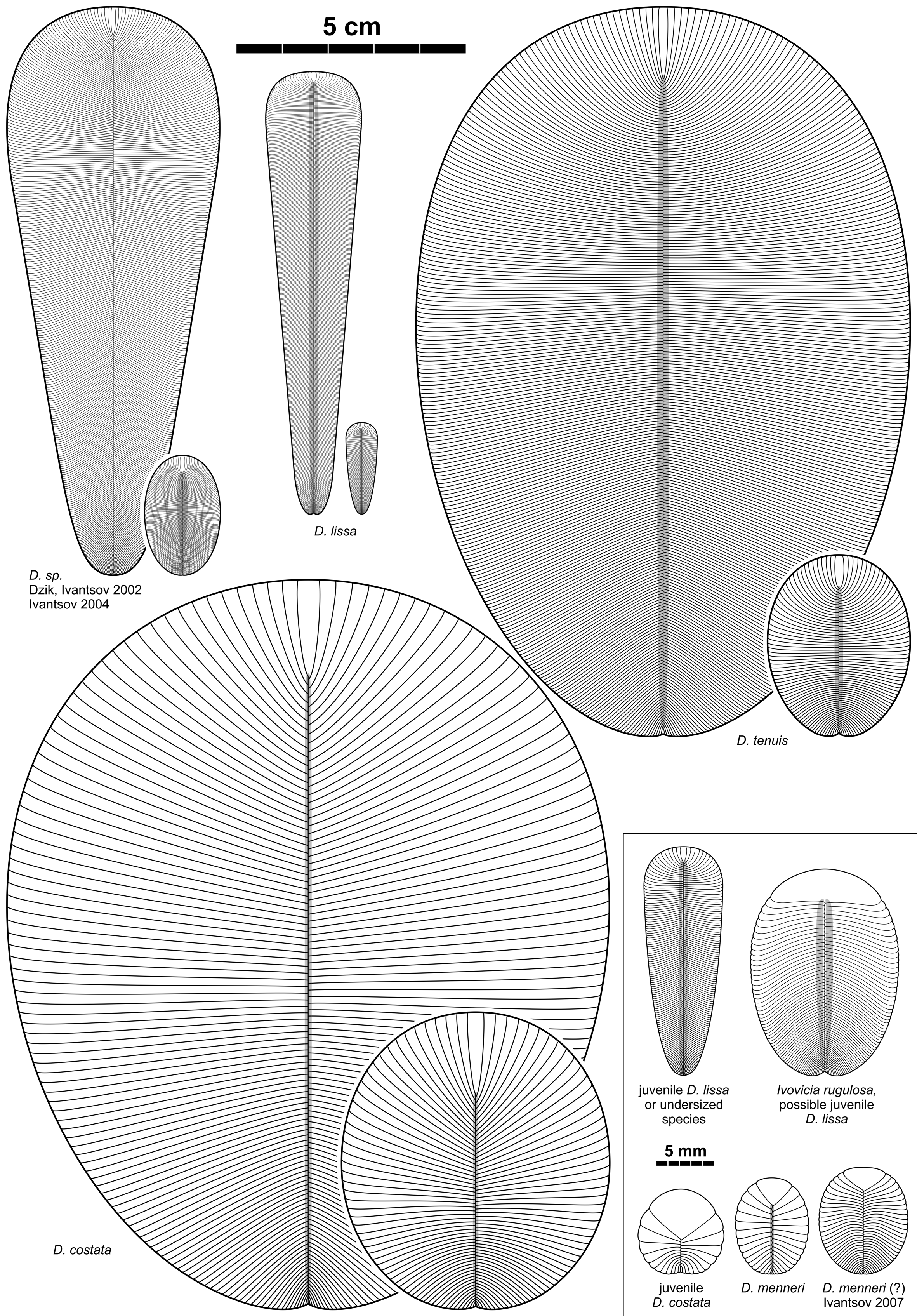
Specie di Dickinsonia con affiancati gli esemplari giovanili.

Le affinità di Dickinsonia sono incerte. È stato variamente interpretato come medusa, corallo, verme polichete, turbellario, fungo, xenofoforo, protista, anemone di mare, lichene e persino un antenato stretto dei cordati. Generi come Yorgia e Marywadea assomigliano in qualche modo alla Dickinsonia e possono essere imparentati. Tuttavia, è possibile che Dickinsonia rientri in un gruppo di organismi totalmente estinti prima del Cambriano. La sua costruzione è vagamente simile ad altri organismi ediacarani e la reciproca somiglianza suggerisce che i dickinsoniamorfi possano appartenere a un clade con Charnia e altri rangeomorfi. Il paleontologo Adolph Seilacher arrivò persino a suggerire che la maggior parte della fauna di Ediacara rappresenti un regno separato, i Vendobionti, che prosperò poco prima che la maggior parte dei moderni phyla animali multicellulari apparisse nei reperti fossili. I Vendobionti, pertanto, si sarebbero del tutto estinti senza lasciare discendenti viventi, e ciò è spesso assunto quale causa della natura "aliena" di tali organismi.
La mobilità di questi organismi sembra essere provata dalle loro tracce fossili, chiamate Epibaion. Tuttavia, non vi sono prove convincenti per l'esistenza di una bocca, un ano o un intestino. Dickinsonia potrebbe essersi nutrita per assorbimento dalla sua superficie inferiore, proprio come fanno i placozoi moderni. I placozoi sono animali semplici che assorbono il cibo attraverso la loro superficie inferiore e sono filogeneticamente collocati tra le spugne e gli eumetazoi. Ciò suggerisce che Dickinsonia possa essere stato un gruppo corona dei placozoi, oppure un gruppo vicino alle spugne nella linea degli eumetazoi. Uno studio sui modelli di crescita dedotti dai fossili ha determinato che Dickinsonia è un eumetazoo, ma non è stata stabilita un'affiliazione più accurata. In uno studio successivo Hoyal Cuthill e Han (2018) hanno assegnato Dickinsonia al gruppo animale estinto Petalonamae (posto come gruppo sorella degli eumetazoi), che comprendeva anche i generi Stromatoveris, Arborea e Pambikalbae, così come i rangeomorpha e erniettomorphs.
Retallack (2007) ha proposto che alcuni fossili di Ediacara fossero licheni, in base alla loro insolita resistenza alla compattazione post-sepoltura. Suggerisce che la modalità di decadimento degli organismi assomiglia più da vicino a quella delle foglie, dei funghi o dei licheni, piuttosto che agli animali dal corpo molle, i cui corpi si coagulano e si deformano mentre appassiscono e si decompongono.
Uno studio dettagliato dei paleosuoli con fossili di Dickinsonia conservati in posizione di vita suggerisce, secondo Retallack, che Dickinsonia avrebbe potuto vivere sulla terraferma. Inoltre, Dickinsonia e altri fossili di Ediacara si trovano sopra e sotto le lamine eoliche del tipo noto solo sulle sponde esposte dei fiumi sabbiosi. Tuttavia, come tante altre speculazioni sulla palebiologia di questi organismi, si tratta di proposte non universalmente accettate. Uno studio del 2018 ha annunciato la scoperta di colesteroidi nei fossili di Dickinsonia, sottolineando che i funghi che formano il lichene producono solo ergosteroidi, e anche in quelli che ospitano alghe simbiotiche, gli ergosteroidi rimangono i principali steroli. Dickinsonia conteneva da nessuno fino a un massimo di solo lo 0,23% di ergosteroidi, confutando definitivamente l'ipotesi del lichene".